# Sela
Pour les articles homonymes, voir Sela (homonymie).
Sela (de se'lah, « pierre ») est un village édomite mentionné dans la Bible hébraïque. Elle est identifiée aux ruines de Silaʿ, à l'est de Tafileh (le Tophel biblique) et près de Bozrah, en Jordanie.
Selon la Bible, elle est située dans la grande vallée s'étendant de la mer Morte à la mer Rouge, elle était établie près du mont Hor, lui-même localisé près du désert de Zin.  Quand Amasias prit la ville, il l'appela « Joktheel ». Elle est mentionnée par les prophètes comme condamnée à la destruction.
Plus tard dans l'histoire, elle apparaît sous le nom de Pétra[réf. nécessaire] dans la Vulgate [Où ?]: « Les caravanes de tous les âges, de l'intérieur de l'Arabie et du golfe Persique, de l'Hadramaout sur l'océan, et même de Sabea ou du Yémen, ont pris Pétra comme centre commun ; et de Pétra la marée semble se répandre dans toutes les directions, en Égypte, en Palestine et en Syrie, en passant par Arsinoé, Gaza, Tyr, Jérusalem et Damas, et par d'autres routes, se terminant sur la Méditerranée. »